# 1960 في موريتانيا
فيما يلي قائمة بالأحداث التي وقعت عام 1960 في موريتانيا.

## الأحداث

### شهر نوفمبر
- 28 نوفمبر / تشرين الثاني - استقلت موريتانيا الإفريقية بعد منتصف الليل بقليل، حيث حصل المختار ولد داداه على نقل السيادة من رئيس الوزراء الفرنسي ميشال دبري. وأعلن ولد داداه أن «موريتانيا... لن تنسى أبدًا ما تدين به للشعب الفرنسي».[1]

### ديسمبر
- 4 ديسمبر / كانون الأول - تقدمت الجمهورية الإسلامية الموريتانية بطلب لتصبح العضو المائة في الأمم المتحدة ، لكن الاتحاد السوفياتي رفض الطلب في مجلس الأمن على أساس أن منغوليا رفضت قبولها.[2]

## ْمراجع
1. ↑  "French Mauritania Gains Independence", Pacific Stars and Stripes, November 29, 1960, p1;The Food and Agriculture Organization of the United Nations نسخة محفوظة 2017-06-19 على موقع واي باك مشين.
2. ↑  "Africans Demand U.N. Admit Nation", Daytona Beach Morning News, December 19, 1960, p5